# Колумбија на Светском првенству у атлетици у дворани 2012.
Колумбија је осми пут учествовала на Светском првенству у атлетици у дворани 2012. одржаном у Истанбулу од 9. до 11. марта. Репрезентацију Колумбије представљао је један такмичар, који је такмичио у трци 800 метара.
Колумбија није освојила ниједну медаљу нити је постигнут неки резултат.

## Учесници
Мушкарци:
- Рафит Родригез — 800 м

## Резултати

### Мушкарци
| Атлетичар      | Дисциплина | Лични рекорд | Квалификације | Квалификације | Полуфинале        | Полуфинале        | Финале               | Финале               | Детаљи |
| Атлетичар      | Дисциплина | Лични рекорд | Резултат      | Место         | Резултат          | Место             | Резултат             | Место                | Детаљи |
| -------------- | ---------- | ------------ | ------------- | ------------- | ----------------- | ----------------- | -------------------- | -------------------- | ------ |
| Рафит Родригез | 800 м      | 1:47,86 НР   | 1:50,02 кв    | 3. у гр. 4    | Није завршио трку | Није завршио трку | Није се квалификовао | Није се квалификовао |        |